# Poppo II. (Würzburg)

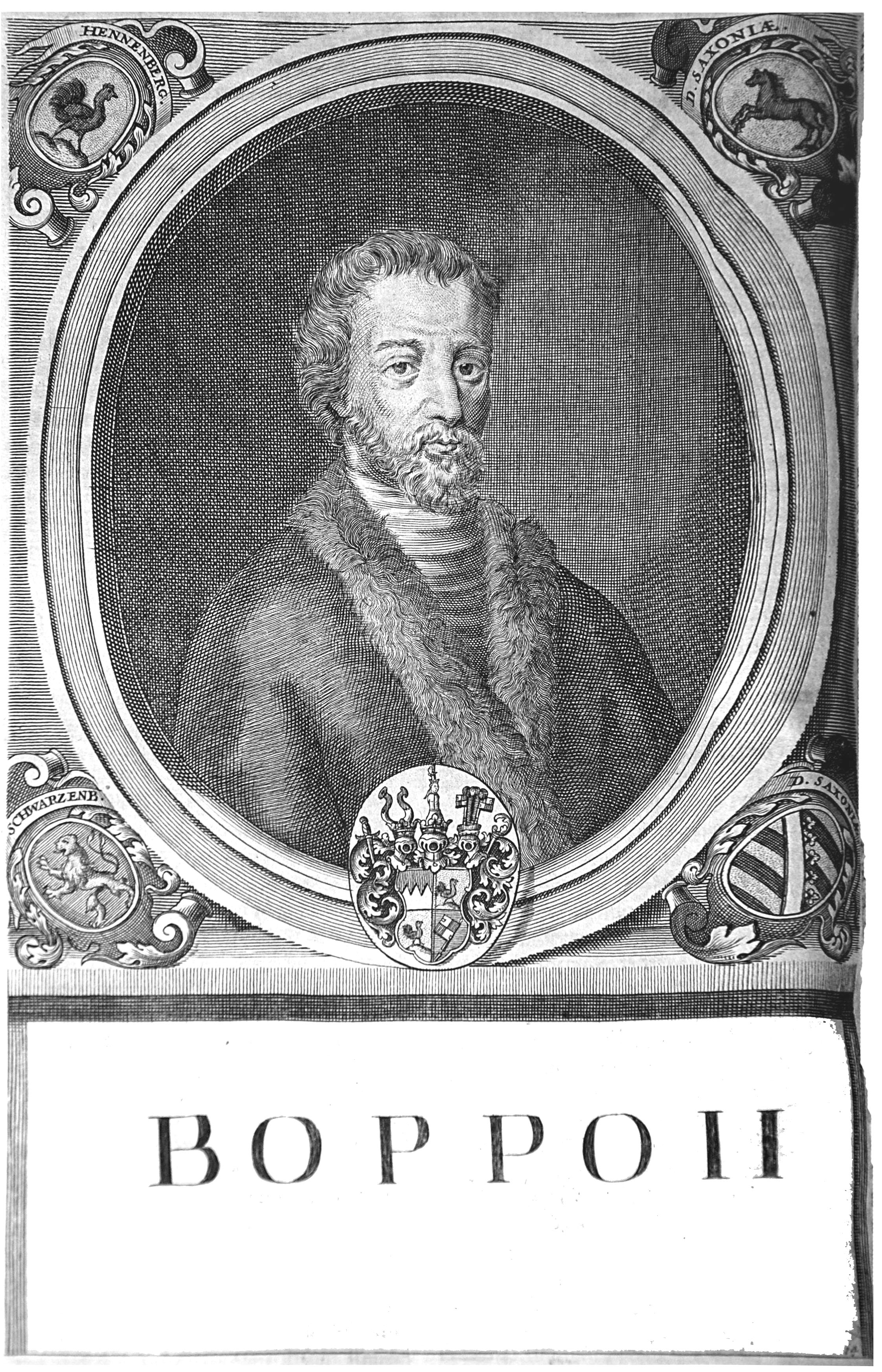
Kupferstich des Würzburger Hof- und Universitätskupferstechers Johann Salver (1670–1738) aus der Serie mit Würzburger Fürstbischöfen

Poppo II. war von 961 bis 983 Bischof von Würzburg.
Der Kupferstecher Johann Salver ordnete ihm im 18. Jahrhundert das Wappen der Henneberger zu.

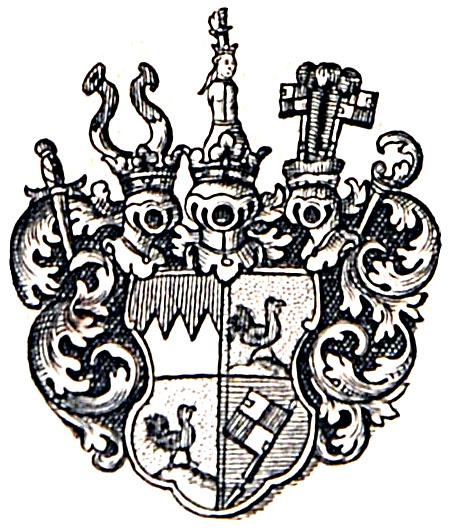
Wappenzuschreibung aus dem 18. Jahrhundert